# Ford Cologne V6 engine
Ford Cologne V6 é uma série de motores V6 a 60° de bloco de ferro fundido produzidos continuamente pela Ford Motor Company em Colônia, Alemanha, desde 1965. Juntamente com os motores Ford Essex V6 britânico e os americanos Buick V6 e GMC Truck V6, foram os primeiros motores V6 de produção em massa no mundo.
Ao longo de sua produção, o Cologne V6 evoluiu nos deslocamentos de 1.8, 2.0, 2.3, 2.4, 2.6, 2.8, 2.9 e 4.0 litros. Todos, exceto o derivado Cosworth 24v e mais tarde o 4.0 litros SOHC foram OHV-pushrod (válvulas no cabeçote acionadas por varetas), com único comando de válvulas entre as bancadas de cilindros.
Originalmente o Cologne V6 foi instalado em veículos destinados à Alemanha e Europa continental, enquanto o Essex V6 foi utilizado em veículos para o mercado britânico. Os motores Cologne e Essex não estavam relacionados um ao outro. Mais tarde, o Cologne V6 substituiu massivamente os Essex V6 nos veículos do mercado britânico. Estes motores também foram utilizados nos Estados Unidos, especialmente em camionetas compactas.
O Cologne V6 fora produzido para ser amplamente compatível em instalação com o Taunus V4, tendo  o mesmo padrão de parafusos da transmissão, os mesmos coxins e, em muitas versões, o cabeçote com passagens de exaustão siamesas, o que reduzia o número de saídas de exaustão de três para duas em cada lado. Esta última característica foi boa para compatibilidade mas ruim para performance. Os 2.4, 2.9 e 4.0 possuíam três saídas de exaustão, tornando-os preferíveis.
Este motor esteve disponível com carburador e injeção mecânica de combustível.

## 1.8
A menor versão do V6 tinha 1812cc com 80mm de diâmetro e 60,14mm de curso. A potência era de 82hp (60kW) com 135Nm de torque. Sua aplicação ocorreu no Ford 17M P7 de 1968 a 1971.

## 2.0
O deslocamento original do V6 era de 1998cc com 84mm de diâmetro e 60,14mm de curso. A potência era de 85hp (63kW) com 151Nm de torque ou 90hp com 158Nm de torque.
Aplicações:
- 1964-1967 Ford Taunus 20M (P5)
- 1967-1968 Ford 20M (P7.1)
- 1968-1971 Ford 20M (P7.2)
- 1969-1981 Ford Capri I - III
- 1970-1976 Ford Taunus TC
- 1976-1979 Ford Taunus II
- 1979-1982 Ford Taunus III
- 1975-1977 Ford Granada I
- 1977-1985 Ford Granada II
- 1982 Ford Sierra (Não disponível no mercado britânico)

## 2.3
O primeiro aumento de deslocamento do V6 ocorreu em 1967. Eram 2293cc com 90mm de diâmetro e 60,14mm de curso. A potência era de 118/114hp (79/84kW) (tampa de válvulas preta/cinza) e 176Nm de torque ou 125hp (92kW) e 187Nm de torque no SuperHighCompression.
- 1967-1968 Ford 20M P7.1
- 1968-1971 Ford 20M P7.2
- 1969-1974 Ford Capri I
- 1974-1978 Ford Capri II
- 1978-1985 Ford Capri III
- 1971-1976 Ford Taunus TC
- 1976-1979 Ford Taunus II
- 1979-1982 Ford Taunus III
- 1977-1979 Ford Cortina IV
- 1979-1982 Ford Cortina V
- 1972-1977 Ford Granada I
- 1977-1985 Ford Granada II
- 1982-1984  Ford Sierra I

## 2.6
O maior V6 da primeira geração tinha 2550cc e foi introduzido em 1969. Ele possuía 90mm de diâmetro e 66,8mm de curso. A potência era de 125hp (92kW) e 205Nm de torque.
Aplicações:
- 1969-1971 Ford 26M
- 1970-1974 Ford Capri
- 1972-1977 Ford Granada

## 2.6 RS
Uma versão especial de alta performance tinha 2637cc com 90mm de diâmetro e 90mm de curso. Com injeção de combustível o motor produzia 150hp (110kW) e 219,5Nm de torque. Ele foi o único motor de primeira geração com injeção de combustível. Sua única aplicação ocorreu no Ford Capri RS 2600 tendo sido utilizado de 1970 a 1973 quando fora substituído pelo RS 3100. A Weslake desenvolveu uma versão de corrida deste motor, com 96mm de diâmetro atingindo 2995cc de deslocamento e produzindo 320hp.
- 1970 -1973 Ford Capri 2600 RS

## 2.8
A segunda geração do Cologne V6 foi introduzida em 1974. Ele deslocava 2.8 litros (93,03mm de diâmetro, 68,5mm de curso 2792cc) e utilizava um comando de válvulas engrenado. A versão européia utilizava um coletor de escape de duas saídas siamesas, similar ao utilizado no V4, enquanto a versão americana utilizava três saídas. A abordagem européia foi útil naqueles veículos com o motor V4 que puderam ser aprimorados com relativa facilidade. A potência era de 90 a 115 bhp (até 210cv) para o mercado norte-americano e de 130 a 160bhp (até 210cv) para o mercado europeu, dependendo do modelo.
Na Europa, o 2.8 era produzido com carburador (132bhp), injeção mecânica de combustível (Bosch K-Jetronic, 160bhp) e injeção eletrônica (Ford EEC-IV, 150 bhp). A injeção eletrônica apenas apareceu no 2.8 Granada por um ano antes de ser substituído pela unidade de 2.9 litros.
As opções de tuning eram muito limitadas nos modelos Bosch K-Jetronic. As saídas siamesas de exaustão e admissão do 2.8 somente respondiam bem à indução forçada ou aumento do diâmetro; tunings convencionais produziam apenas resultados pequenos de potência. O MFI 2.8 Cologne (Capri/Sierra 2.8i) utiliza uma configuração de indução muito restrita e nenhum kit aspirado esteve disponível devido a isso.
O TVR Tasmin/280i utilizou o Cologne 2.8 com injeção de combustível Bosch K-Jetronic bem como no anterior TVR série 'S' com injeção EFI no 2.8 e no revisado 2.9.
Aplicações:
- TVR 280i/Tasmin
- TVR S1
- Ford Ranger
- Ford Bronco II
- Ford Aerostar
- Ford Pinto
- Mercury Bobcat
- Mercury Capri
- Ford Mustang II
- Ford Granada
- Ford Capri III
- Ford Sierra
- Ford Scorpio
- Bandvagn 206
- Reliant Scimitar (1979 em diante)
- Panther Kallista

## 2.9

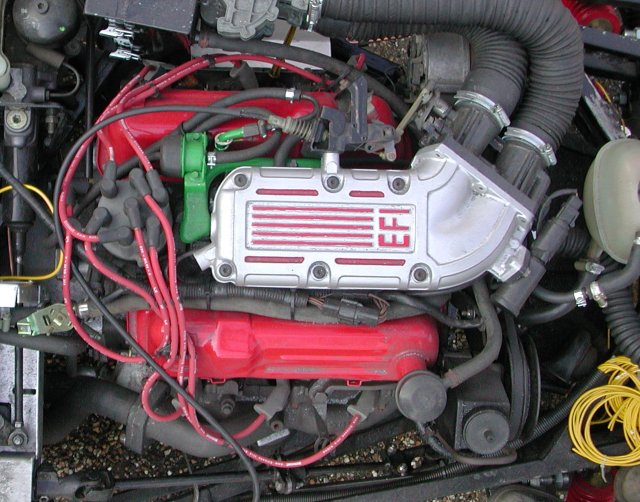
Acima vista de um 2.9 litros; a frente está para a direita: note o pronunciado escalonamento das bancadas de cilindros. Este é um motor de injeção mecânica. A câmara de admissão é prata e o distribuidor é pintado de verde.

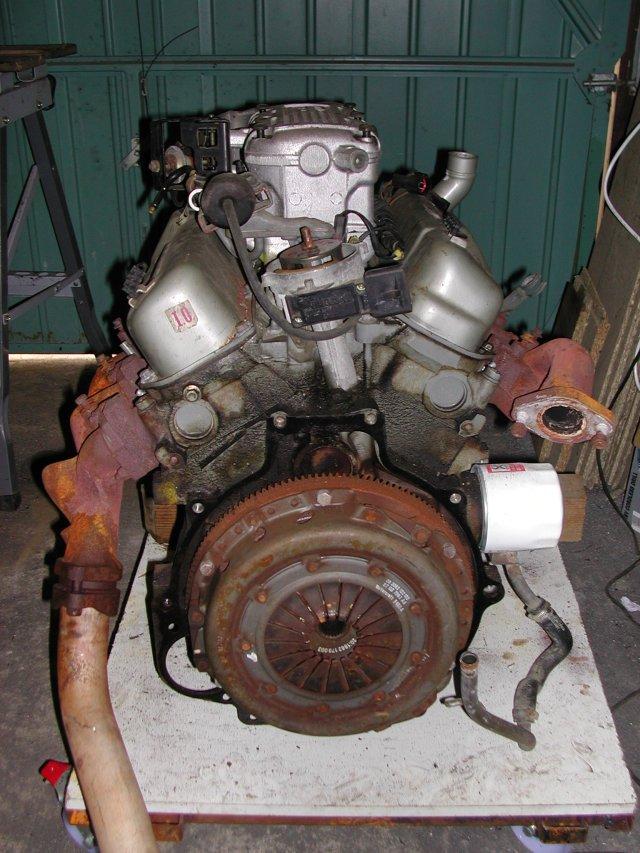
Vista de um 2.9 litros por trás, lado do volante: note os 60° entre as duas bancadas de cilindros.

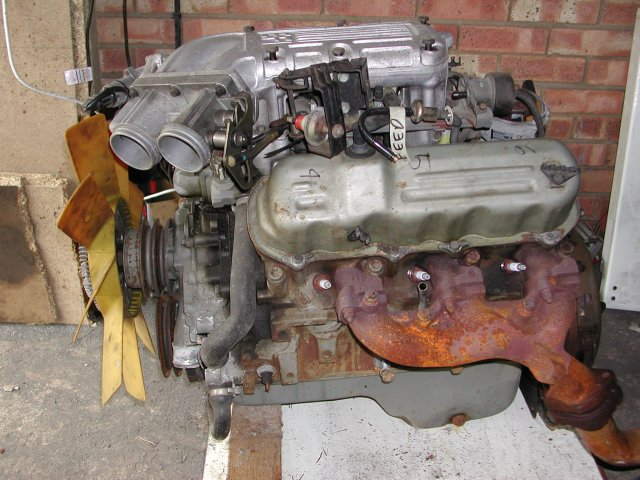
Lado esquerdo de um 2.9 litros: diferentemente do 2.8, o 2.9 não combina as três saídas de escape em dois tubos.

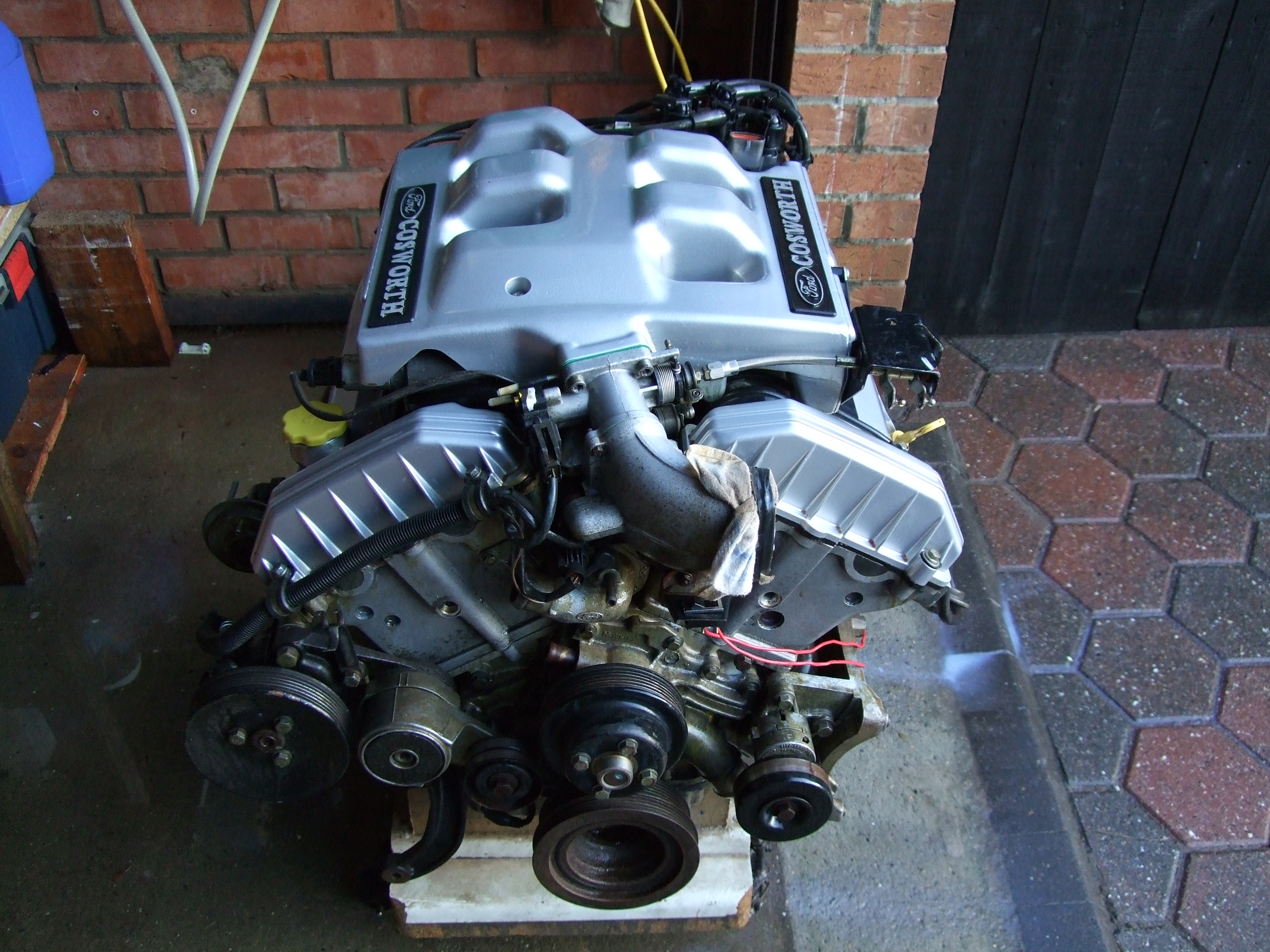
O 2932 cc Cologne V6 24v BOA feito pela Cosworth

O 2.9 litros divide o mesmo desenho básico que o modelo 2.8 litros, com pequenas diferenças. O comando de válvulas é acionado por corrente ao invés de engrenagem, girando na mesma direção do virabrequim. O arranjo das válvulas de exaustão é diferente, eliminando o ponto quente que existia no modelo 2.8 litros. O cabeçote também emprega um coletor de escape de três portas mais convencional.  A potência era de 140hp (104kW) a 4600rpm com 230Nm de torque a 2600rpm para caminhonetes leves (1986-92 Ranger e 1986-90 Bronco II) e 144hp (107kW) a 4800rpm para o Merkur Scorpio no mercado norte-americano e 150 a 160hp (112 a 119kW) para o mercado europeu. O diâmetro era de 93mm e o curso de 72mm para um deslocamento total de 2.9 litros.
Na Europa o motor era dotado comumente do sistema de injeção de combustível Bosch L-Jetronic casado com o gerenciamento de motor EEC-IV da Ford. Por conta desta diferença em relação ao modelo 2.8 litros, esta versão era candidata mais popular às modificações pós-venda (tipicamente o turbocharging) de companhias como Janspeed e Turbo Technics.
Aplicações:
- TVR S2/S3(C)/S4C
- Ford Bronco II
- Ford Ranger
- Ford Sierra XR 4X4
- Ford Granada
- Ford Transit
- Merkur Scorpio
- Panther Kallista

### 2.9 Cosworth
Uma versão especial de duplo DOHC (QUAD CAM - comando quádruplo no cabeçote) do 2.9 foi criada pela Cosworth Engineering em 1991. Embora dividisse o mesmo bloco que o 2.9 convencional, a potência subiu para 195PS (143kW) e o torque para 275Nm a 4500rpm. Este motor (código BOA) foi utilizado no Ford Scorpio Cosworth 24V. Esta configuração foi casada somente com uma versão melhorada da caixa automática A4LDE com controle eletrônico parcial de mudança de marcha. Não foi oferecida transmissão manual.
O bloco padrão da Ford foi usinado diferentemente para melhorar a resistência. No lugar do arranjo de comando simples, uma corrente de distribuição tensionada hidráulica dupla foi utilizada para atuar as válvulas no cabeçote. A corrente media 2,20m

As bronzinas e mancais foram reutilizados para um eixo que toca a bomba de óleo. A ignição era controlada por um sistema EDIS-6 que tornou-se padrão.
O motor ficou conhecido pelo seu aumento substancial de potência acima das 4000rpm em relação à sua versão não modificada; em anos recentes, o motor tornou-se uma escolha popular como reposição para o Ford Sierra.
Uma versão aprimorada deste motor (código BOB) era disponível no Ford Scorpio reestilizado de 1995. Diferenças incluem duas correntes simples com dois tensores hidráulicos e a adição de um sistema de admissão de comprimento variável chamado VIS. A potência foi elevada a 210bhp (até 210cv). Ele foi casado a uma transmissão automática totalmente controlada eletronicamente denominada A4LDE.

## 4.0

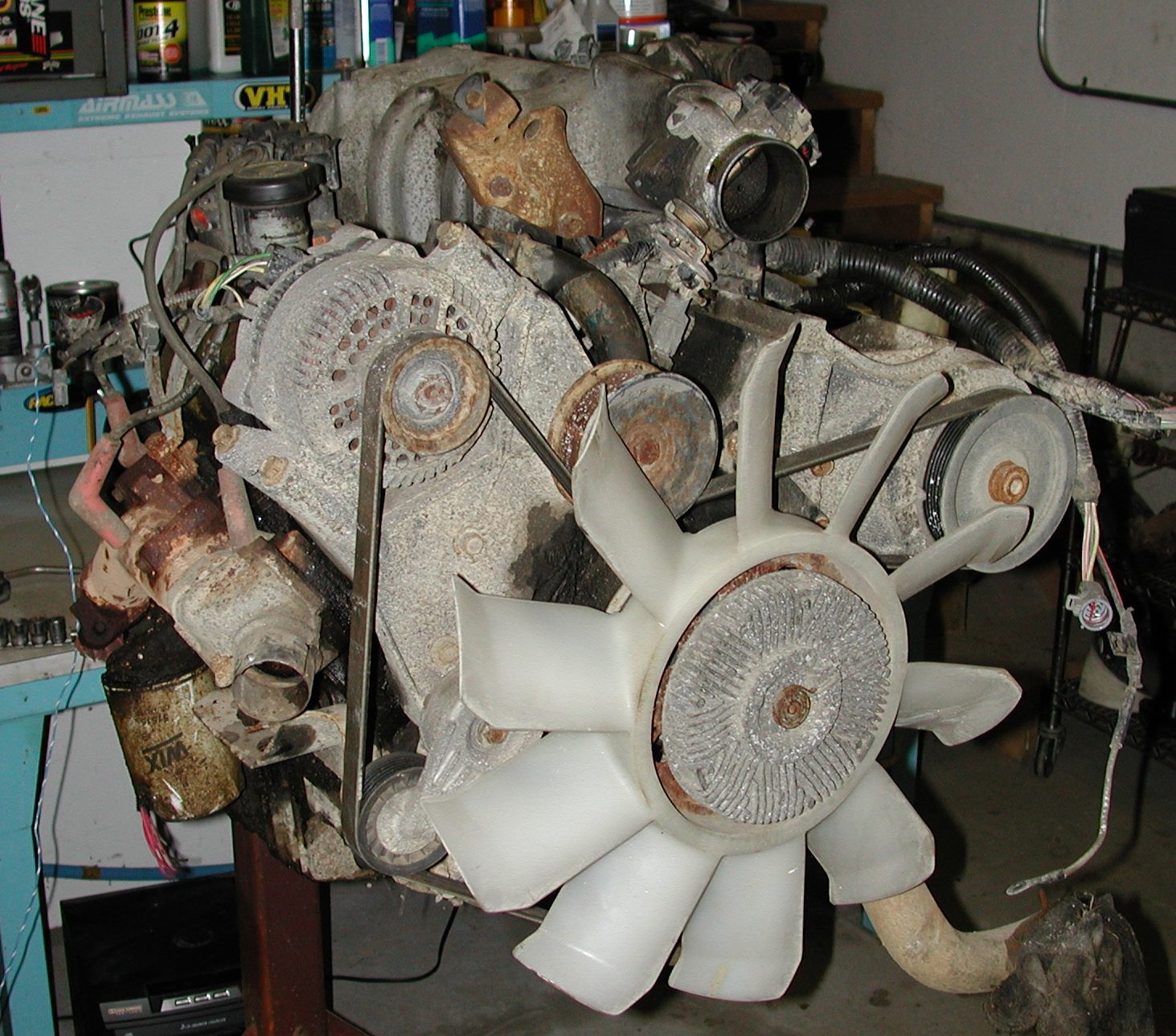
Um 4.0 1992 4.0 da Ranger

A versão de 4.0 litros (242/245 polegadas cúbicas; 3958/4009cc com 100mm de diâmetro e 84mm de curso), muito embora produzida em Colônia, Alemanha, equipou somente carros americanos.  O motor OHV foi produzido até o ano 2000 e utilizado nos Ford Explorer, Ford Aerostar, Mazda B4000, e Ford Ranger.  A potência era de 160 hp (119 kW) and 225 lb·ft (305 N·m).  Embora houvesse algumas variações, tipicamente 155hp (116kW) era potência padronizada para as aplicações de 1990-92.[carece de fontes?]
O redesenho evolutivo do americano 2.9 resolveu muitos dos problemas de confiabilidade que atingiram seu predecessor. Um desenho de cabeçote mais resistente eliminou a falha comum de quebra das cabeças de pistão do 2.9. Tuchos hidráulicos com rolamento substituíram tuchos hidráulicos simples utilizados no 2.9, que eram muitas vezes super sensíveis à contaminação do óleo, requerendo que tais tuchos fossem substituídos prematuramente. Todavia o maior problema de projeto não foi completamente eliminado: os balancins de válvulas e pontas das varetas ainda recebiam pouco suprimento de óleo resultando em eventual desgaste destas áreas e consequente ruído do trem de válvulas como resultado do aumento de folga. A necessidade de reposição destas partes é comum em motores mais velhos.[carece de fontes?]
Aplicações:
- Ford Ranger/Mazda B-Series
- Ford Explorer/Mazda Navajo
- Cross Lander 244X
- Ford Aerostar (1990–1997)

### SOHC
A versão SOHC foi introduzida em 1997 no Ford Explorer, juntamente à versão original pushrod. Ela emprega um coletor de admissão de comprimento variável e produz 210hp (157kW) de potência e 344Nm de torque. Ele utiliza eixo secundário no lugar de uma árvore de Cames para acionar a corrente de sincronização de cada cabeçote. Três correntes de sincronização são utilizadas, uma do virabrequim ao eixo secundário, uma na frente do motor para acionar o comando da bancada esquerda e outra atrás do motor para acionar o comando da bancada direita. A Ford então aposentou este motor em favor do mais potente e eficiente Duratec 37.
Uma versão deste motor foi utilizada no Land Rover LR3 e no Ford Courier na Australia e no Canada, produzindo 216hp (161kW) e 339Nm de torque a 3000 rpm. A versão da Land Rover tornou-se indisponível nos Estados Unidos para o modelo 2008.
Aplicações:
- 2001–2012 Ford Ranger
- 2001–2010 Mazda B4000
- 1997–2010 Ford Explorer/Mercury Mountaineer
- 2004–2006 Ford Courier
- 2005–2010 Ford Mustang
- 2005–2009 Land Rover LR3

## Turbo e supercharging
Algumas companhias produziram versões de indução forçada deste motor
A Janspeed produziu versões com um turbo e twin turbo para os modelos 2.8 e 2.9.
A Sprintex produziu versões com supercharger para os modelos 2.8 e 2.9.
A Turbo Technics produziu versões com um turbo e twin turbo para os modelos 2.8 e 2.9:
- 2.8 um turbo 200 bhp (Até 210 cv)
- 2.8 um turbo 230 bhp (Até 210 cv)
- 2.8 um turbo 250 bhp (Até 210 cv)
- 2.8 twin turbo 280 bhp (Até 210 cv)
- 2.9 twin turbo 225 bhp (Até 210 cv)
- 2.9 twin turbo 250 bhp (Até 210 cv)
- 2.9 twin turbo 280 bhp (Até 210 cv)
- 2.9 twin turbo 323 bhp (Até 210 cv) MINKER

A Explorer Express também desenvolveu uma série de sistemas tipo Eaton Roots produzindo de 6 psi (41 kPa) a 11 psi (76 kPa) de aumento de pressão oara o motor de 4.0 litros.
Um numero limitado de 24V BOA/BOB's tiveram indução forçada e também uma versão de corrida do BOA chamada BOE (naturally aspirated):
- 2.3 turbo era disponibilizada no  20M/Capri/Granada/OSI e produzia 188 hp
- 2.6 Turbo era disponibilizada em alguns carros com 207 hp
- 2.8 Turbo veio posteriormente com 200 hp

Uma versão turbo da Eichberg 2.8i também existiu.[carece de fontes?]

## Aumentos de capacidade
Em 1991 aumentos de capacidade para os motores 2.8 e 2.9 (para 3.5 e 3.7 litros respectivamente) foram inicialmente desenvolvidos e introduzidos por D.P.Davies e vendidos por sua companhia VeeTech Engineering, hoje RND Engineering no Reino Unido. Duas companhias ainda produzem conversões de aumento de capacidade no 2.8 e 2.9: Power Engineering e Specialised Engines.

## Outros veículos utilizando o Cologne V6
- Ford Explorer
- Ford Capri
- Mercury Capri
- Ford Consul
- Ford Granada
- Ford Cortina
- Ford Taunus
- Ford Sierra
- Ford Scorpio
- Merkur Scorpio
- Ford Transit
- Ford Aerostar
- Panther Kallista 2.8L
- Panther Kallista 2.9i
- Reliant Scimitar SE6b
- TVR Tasmin series  (a.k.a. "Wedge")
- TVR S series (S1, S2, S3, S4)